# The Library Policeman
The Library Policeman (en español El Policía de la Biblioteca) es una novela corta del escritor Stephen King. Es la tercera historia en su colección Las cuatro después de la medianoche. Habla sobre Sam Peebles y su batalla contra un antiguo miedo.

## Argumento
A Sam Peebles se le pide dar un discurso en el Rotary Club. Una asistente de oficina (Naomi) lo dirige a la Biblioteca pública para revisar dos libros que podrían ayudarle a escribir dicho discurso. Mientras lo hace, se encuentra con Ardelia Lortz, la bibliotecaria. Sam se lleva los libros con la advertencia de que deben ser devueltos o debería cuidarse del Policía de la Biblioteca. Naomi dice que Ardelia Lortz está muerta y no se había vuelto a hablar de ella. A través de una serie de hechos, nos encontramos con Dave "El Sucio" Duncan, un examante de Ardelia. Sam descubre que Ardelia no es una persona, sino un ser que se alimenta del miedo y que Duncan era un compañero/conspirador (contra su voluntad) de Ardelia para alimentarse de los miedos de los niños. Descubrimos que Ardelia "murió" en 1960 después de haber asesinado a dos niños y a un oficial de policía. Ella ha regresado y Duncan cree que está buscando venganza y un nuevo huésped. El Policía de la Biblioteca es en verdad una recreación por Ardelia de un hombre que había violado y amenazado a Sam cuando este era niño cerca de la Biblioteca Pública. Dave muere defendiéndolos de Ardelia. Terminan derrotando al Policía de Biblioteca/Ardelia, y luego descubren que Ardelia se había prendido a Naomi. Sam la quita del cuello de Naomi y la destruye bajo las ruedas de un tren en marcha.

## Relación con otros trabajos de King
- It: Eso es una criatura muy parecida a Ardelia, ya que es capaz de cambiar su forma, se alimenta del miedo, y al final de la novela muestra su verdadero aspecto.
- La tienda de los deseos malignos: Al final de la novela, el villano Leland Gaunt se muda a Junction City, tomando lugar en la vieja oficina de Sam. Se menciona que desde entonces Sam y Naomi se casaron y mudaron de ahí.
- La Torre Oscura: Se cree que Ardelia es de la misma especie de Dandelo, ya que ambos son vampiros psíquicos, y su verdadera forma es la de un escarabajo.
- Misery: Naomi lee las novelas de Paul Sheldon, quien es el protagonista de la novela Misery.